# Cold Love
«Cold Love» — песня американской певицы Донны Саммер, записанная для её восьмого студийного альбома The Wanderer.
Авторами песни стали Пит Белотт, Харольд Фальтермайер и Кит Форси; спродюсировали запись Джорджо Мородер и Белотт. Композиция имеет более тяжелое, роковое звучание, отчего выделяется на фоне других треков с альбома.
Песня была выпущена как второй сингл с альбома в ноябре 1980 года. Она добралась до 33 строчки в чарте Billboard Hot 100 и до 49 строчки в чарте Cash Box. Также за «Cold Love» певица получила номинацию на премию «Грэмми» в категории «Лучший женский рок-вокал».

## Чарты
| Чарт (1980-81)                                                              | Пиковая позиция |
| --------------------------------------------------------------------------- | --------------- |
| Ирландия (IRMA)                                                             | 30              |
| Великобритания (OCC UK Singles)                                             | 44              |
| США (Billboard Hot 100)                                                     | 33              |
| США (Billboard Dance Club Songs) · вместе с другими синглами с The Wanderer | 8               |
| США (Cash Box Top 100)                                                      | 49              |